# لاپلاتا (میزوری)
لاپلاتا (به انگلیسی: La Plata) یک شهر در ایالات متحده آمریکا است که در شهرستان مکون، میزوری واقع شده‌است. لاپلاتا ۴٫۱۴ کیلومتر مربع مساحت و ۱٬۳۶۶ نفر جمعیت دارد و ۲۸۵ متر بالاتر از سطح دریا قرار دارد.